# 十二號波克里克鎮區 (北卡羅萊納州梅克倫堡縣)
十二號波克里克鎮區（英語：Township 12, Paw Creek）是位於美國北卡羅萊納州梅克倫堡縣的一個鎮區。

## 地方資料
十二號波克里克鎮區的面積為33.93平方千米，皆為陸地。根據2020年美國人口普查的數據，當地共有人口6424人，而人口密度為每平方千米189.33人。